# Marian Gold
Marian Gold (născut Hartwig Schierbaum; n. 26 mai 1954, Herford, Republica Federală Germania) este un cântăreț și compozitor de cântece german, care și-a câștigat faima ca solist al trupei germane de synth-pop Alphaville, dar a activat și ca artist solo. Este cunoscut pentru ambitusul său vocal de tenor pe mai multe octave.